# 黄鹿镇
黄鹿镇，是中华人民共和国四川省德阳市中江县下辖的一个乡镇级行政单位。2019年12月，撤销青市乡，将其所属行政区域划归黄鹿镇管辖。

## 行政区划
黄鹿镇下辖以下地区：
黄鹿镇社区、铜音村、宝塘村、金燕村、红桥村、五龙村、群力村、利兴村、石福村、红金村、青藕村、飞翔村、梨三村、福沟村、思源村、沙河村、洪流村和景观村。